# Fermo posta-Paradiso
Fermo posta - Paradiso (Postpaid to Paradise) è un racconto di fantascienza dello scrittore Robert Arthur pubblicato nel 1940.
Isaac Asimov ha incluso questo racconto nella sua raccolta Le grandi storie della fantascienza 2; a commento di questa inclusione ha, tra le altre cose, scritto: "non ho mai incontrato Robert Arthur, ma ho sempre apprezzato moltissimo i suoi racconti".

## Trama
Murchison Morks si trova in un Club a New York durante la Settimana degli Hobby. Avvia quindi con un amico collezionista uno scambio di battute e a seguito racconta la sua storia.
Il padre di Murchison era collezionista di francobolli e morì alcuni anni prima lasciando in eredità al figlio la collezione.
Vendette per poco denaro tutto quanto trovato tranne cinque pezzi rifiutati dal compratore perché ritenuti falsi. Sui francobolli era indicato come emittente "Stati Federati di El Dorado".
Dopo qualche tempo per gioco usò uno di quei francobolli per spedire una lettera al suo amico Harry Norris, residente a Boston, sperando di far pervenire al nipote di Harry un francobollo falso viaggiato con il timbro degli Stati Uniti.
Posata la lettera affrancata sulla scrivania e avendo cambiato stanza al ritorno sulla scrivania si meravigliò di non trovare la lettera nel posto dove l'aveva posata.
La meraviglia si incrementò quando ricevette la telefonata di Harry che raccontò di aver visto la lettera volare e posarsi sul suo tavolo pochi minuti prima.
A seguito di quello strano caso Harry il giorno dopo arrivò a casa del protagonista dopo l'ora di pranzo portandosi dietro la lettera che aveva il francobollo vidimato.
Il caso chiaramente scatenò la curiosità dei due amici che ordinarono alla libreria locale un atlante per verificare la posizione di questi fantomatici Stati Federati di Eldorado.
In attesa dell'atlante i due amici effettuano una prove di utilizzo di uno dei restanti quattro francobolli: spedirono in scatola il vecchio gatto di Morks ad un indirizzo puramente inventato. La scatola con il povero animale prese il volo appena attaccato il francobollo con il solo indirizzo, fittizio, del destinatario e senza indirizzo del mittente. Dopo pochi minuti la scatola tornò indietro resa al mittente con la dizione di destinatario sconosciuto. Miracolosamente il vecchio gatto era ringiovanito.
A quel punto Harry affascinato dal disegno di una ragazza su uno dei francobolli restanti propose a Murchison di spedire loro stessi presso il Direttore delle Poste di El Dorado usando rispettivamente il francobollo da 5 dollari per Murchison, che era più grasso, e quelli da 3 e 1 dollaro assieme per Harry che era più magro.
Senza aspettare l'arrivo dell'atlante Harry si attacco il cartellino con i francobolli e sparì.
Proprio in quel momento il fattorino della libreria arrivò a casa di Morks, oramai rimasto solo senza l'amico.
A questo punto la scena ritorna nel Club dove Morks finisce il racconto agli amici: dopo essere venuto a sapere leggendo l'atlante che non esistevano Stati Federati di El Dorado sul pianeta Terra aveva usato l'ultimo francobollo per spedire a Harry la sua valigia e pochi altri oggetti.
Per il resto della sua vita si era sempre rammaricato di non essere partito anche lui, ma gli era mancato il coraggio di fare un salto nell'ignoto. Infine, a conclusione del racconto, si domandava da allora come avesse suo padre fatto a procurarsi francobolli di una nazione che non esiste in nessun luogo del nostro pianeta.